# Prekooceanski brod
Prekooceanski brod (također Transatlantik) vrsta je putničkog broda namijenjena transportu putnika preko oceana, najčešće u redovnoj linijskoj plovidbi. Prekooceanski brodovi mogu također prevoziti i poštu ili teret, ili se rabiti i za druge namjene, kao krstarenja ili kao brodovi za trupe. Kategorija ne uključuje trajekte, ili druge brodove namijenjene kraćim plovidbama, niti brodove za krstarenje kada je samo putovanje umjesto transporta glavni cilj plovidbe. Također, ne uključuje ni trampere, čak i ako mogu prevoziti ograničeni broj putnika.
Transtlantici su u svoje "zlatno doba" obavljali većinu interkontinentalnog putničkog prometa, dok su njihovu ulogu u naše vrijeme skoro u potpunosti preuzeli putnički zrakoplovi.

## Pregled
Prekooceanski brodovi bili su glavno sredstvo interkontinentalnog putovanja više od stoljeća, od sredine 19. stoljeća do preuzimanja putnika od strane putničkih zrakoplova tijekom 1960-ih. Osim putnika, transatlantici su prevozili i poštu i teret. Brodovi pod ugovorom s britanskom Kraljevskom poštom nosili su prefiks RMS (Royal Mail Ship - Kraljevski poštanski brod). Također, transatlantici su bili korišteni i za transport zlata i drugih visoko vrijednih tereta.
Najprometnija ruta za prekooceanske brodove bila je sjevernoatlantska, s linijama između Europe i Sjeverne Amerike, gdje su plovili najbrži, najveći i najmoderniji brodovi. Iako se pod terminom "prekooceanski brod" najčešće podrazumijeva neki od čuvenih "superlinera", većina takvih brodova bila je srednje veličine, za zajednički transport putnika i tereta između država te između kolonija i matičnih zemalja u doba prije putničkih mlažnjaka. Takve rute uključivale su linije od Europe do afričkih i azijskih kolonija, od Europe za Južnu Ameriku, i promet iseljenika iz Europe za Sjevernu Ameriku od kraja 19. stoljeća do 1920-ih, te za Kanadu i Australiju nakon Drugog svjetskog rata.
Engleski termin za prekooceanski brod - ocean liner, u prevodu "linijski oceanski brod", podrazumjeva brodove linijskih brodarskih tvrtki koje prevoze putnike i teret na zadanim rutama i prema rasporedu plovidbe. Alternativa linijskim brodovima su tramperi, koji poslove i destinacije ugovaraju na mjestu ukrcaja u skladu s raspoloživim teretom. Termin "transatlantik", francuske i talijanske provenijencije, kojim se također nazivaju prekooceanski putnički brodovi, vuče podrijetlo od činjenica da je prva prekooceanska plovidba obavljena na sjevernom Atlantiku i da je većina takvih brodova bila angažirana na sjeveroatlantskim linijama.
Teretni brodovi duge plovidbe, kao linijski poluputnički brodovi, ili u novije doba veliki oceanski kontejnerski brodovi ponekad se također nazivaju prekooceanskim brodovima, Ipak, termin "prekooceanski brod" danas se najčešće rabi za velike putničke brodove izgrađene prema višim standardima u odnosu na brodove za krstarenje, koji omogućavaju brzu i za putnike ugodnu plovidbu preko Atlantskog ili Tihog oceana, često u nepovoljnim vremenskim prilikama.

Obilježja stvarnih prekooceanskih brodova uključuju deblju oplatu, čvršću strukturu, izuzetno kvalitetne plovne sposobnosti, veliku brzinu (oko 30 čvorova) i u skladu s time vrlo snažne pogonske strojeve (i preko 200 000 ks). Izgledom su vrlo duguljastog i vitkog trupa, oštrog pramca, visokog nadvođa, krme s nižim nadgrađem ili bez njega, pravilnih i aerodinamičnih linija. Putnicima u jednoj ili dvije klase nude se tradicijski luksuz u velikim javnim prostorima (salonima) i umjerena ponuda razonode na brodu.
- Britanski prekooceanski brod Queen Elizabeth (1940.)
- Queen Mary (1936.), jedan od najpoznatijih prekooceanskih brodova.
- Lusitania pristaje u New Yorku 1907. Kao glavno sredstvo međunarodnih putovanja na velike udaljenosti tijekom više od stoljeća, prekooceanski brodovi bili su značajan faktor kod javnog mnjenja, nacionalnih vlada i ekonomije.

## Povijest

### 19. stoljeće
Brodarska tvrtka Black Ball Line s flotom jedrenjaka ponudila je 1818. godine prvu redovnu putničku uslugu između Engleske i Sjedinjenih Država, s naglaskom na udobnosti putnika. Od početka 19. stoljeća, u brodove se počinju ugrađivati parni strojevi, ali isprva su bili nedjelotvorni i nisu nudili veliku prednost u odnosu na jedrenjake.
Dominacija klipera bila je ugrožena kada je 1837. uveden u promet Great Western. Novom putničkom parobrodu, kojeg je projektirao željeznički inženjer Isambard Kingdom Brunel, trebalo je 15 dana za prelazak Atlantika, ili šest tjedana manje u odnosu na jedrenjake. Za razliku od klipera, parobrod je mogao održavati stalnu brzinu i poštovati satnicu. Rani parobrodi imali su također i jedra jer je u to doba parni pogon stvarao veliku potrošnju goriva, koju su brodovi kao Great Western u slučaju povoljnih vjetrova jedrima mogli smanjiti. 1840-ih, brod Britannia kompanije Cunard Line, započeo je prvu redovnu putničku i teretnu parobrodsku liniju između Liverpoola i Bostona. Unatoč nekim prednostima koje su nudili padobrodi, kliperi su zadržali dominaciju. Godine 1847. SS Great Britain postao je prvi brod željeznog trupa s vijčanim pogonom koji je preplovio Atlantik. Napredniji vijci zamijenili su kotače s lopaticama koje su rabili raniji prekooceanski brodovi.
Godine 1870. brod Oceanic tvrtke White Star Line, postavio je nove standarde za oceanska putovanja svojim kabinama prve klase u sredini broda, s dodatnim komforom velikih prozora, električne energije i tekuće vode. Od 1880. dimenzije prekooceanskih brodova povećale su se radi veće emigracije u Sjedinjene Države i Australiju.
Blizanci Umbria i Etruria bili su posljednji brodovi iz tog doba opremljeni pomoćnim jedrima. Plovili su na ruti Liverpool - New York, i u svoje vrijeme to su bili najveći transatlantici u službi. Ophir, bio je parobrod težak 6814 tona u vlasništvu tvrtke Orient Steamship Co, opremljen rashladnim uređajem koji je od 1890-ih do prvog svjetskog rata plovio na ruti Sueskog kanala između Engleske i Australije. Kanije je preinačen u pomoćnu krstaricu.
- Prvo putovanje broda Great Western (1838.)
- City of Paris (1888.)
- Veliki salon parobroda Atlantic (1850.)

### 20. stoljeće
Razdoblje između kraja 19. stoljeća i Drugog svjetskog rata, smatra se "zlatnom dobi" prekooceanskih brodova. Potaknute velikom europskom emigracijom u Sjedinjene Države i Kanadu, brodarske tvrtke nadmetale su se izgradnjom sve većih, bržih i udobnijih brodova.
Kanadsko pacifičke željeznice (Canadian Pacific Railway) postale su jedan od najvećih transportnih sustava na svjetu povezavši željeznice i brodove. Godine 1891., pomorski odjel CPR-a otvorio je prvu tihooceansku liniju. Godine 1903., CPR je započeo službu i na Atlantiku radi povećane imigracije Europljana u zapadnu Kanadu, privučenih besplatnom zemljom koju je nudila kanadska vlada.
Od 1830-ih, putnički linijski brodovi neslužbeno su se natjecali za počast najbržeg prelaska Atlantika, koja je postala poznata kao Plava vrpca; 1897. Njemačka je preuzela trofej s nizom novih prekooceanskih brodova, počevši s transatlantikom Kaiser Wilhelm der Große. 1905., britanski Cunard Line opremio je svoj brod Carmania parnim turbinama kojima je nadmašio svog blizanca Caronia, pogonjenog parnim strojevima trostruke ekspanzije. U to doba, bili su to najveći brodovi u floti Cunarda, te je korištenje različitih pogonskih sustava u sličnim brodovima kompaniji omogućilo procijenu kvaliteta obje metode. Strojevi broda Carmania bili su uspješni, te je 1907. Cunard uveo u promet znatno veće transatlantike Lusitania i Mauretania, oba s turbinskim pogonom. Lusitania je prva osvojila plavu vrpcu, koju je kasnije preotela Mauretania i zadržala ju zadivljujućih 20 godina.
Cunardova dominacija Plave vrpce nije spriječila druge brodarske tvrtke u nadmetanju veličinom i raskoši svojih brodova. Godine 1910. White Star porinuo je Olympic, prvi brod istomene klase Olympic, koji je kao i blizanci Titanic i Britannic imao više od 45 000 tona, ili skoro 15 000 tona i 30 metara više od brodova Lusitania i Mauretania. Kao i mnogi drugi transatlantici te kompanije, bili su plod nastojanja White Star Linea da privuče veći broj emigranata boljom uslugom i ugodnijim uvjetima putovanja.
Hamburg-America Line također je naručio tri divovska broda: Imperator, Vaterland i Bismarck, svi preko 51 500 tona. Imperator je porinut 1912., dok je Bismarck bio najveći brod na svijetu do 1935. Međutim, služba za tvrtku
Hamburg-America prije prvog svjetskog rata nije dugo trajala jer su nakon rata na ime reparacija dodijeljeni britanskim i američkim tvrtkama.
Povećanje dimenzija prekooceanskih brodova, pomorske propise učinilo je zastarjelima. Godine 1912., Titanic je potonuo nakon udara u ledenjak, s više od 1500 poginulih. Faktor koji je doprinjeo velikom broju žrtava bio je nedovoljan broj čamaca za spašavanje. Nakon Titanicove katastrofe, uvedeni su propisi koji svim prekooceanskih brodovima nalažu dovoljan broj čamaca za spašavanje za sve putnike i posadu na brodu. Dodatno, osnovana je
International Ice Patrol, organizacija koja nadgleda kretanje ledenjaka na prometnim sjeveroatlantskim rutama.
Do 1920-ih promet većine brodarskih tvrtki većinom se oslanjao na iseljenike, te su bile teško pogođene kada je američki kongres zakonom ograničio imigraciju u Sjedinjene Države. Radi toga, mnogi brodovi preusmjereni su u krstarenja te je najjefitnija treća klasa preuređena u turističku klasu. Dodatno, velika gospodarska kriza mnoge je brodarske kompanije dovela do bankrota.
Unatoč teškim ekonomskim prilikama, nekoliko kompanija nastavilo je graditi veće i brže brodove.
Godine 1929. njemački transatlantici Bremen i Europa oborili su 20 godina star rekord broda Mauretania prosječnom brzinom od skoro 28 čvorova (52 km/h). Godine 1933. talijanski 51 100 tonski prekooceanski brod Rex, s vremenom od 4 dana i 13 sati, osvojio je Plavu vrpcu u zapadnom prelasku Atlantika, koju je zadržao dvije godine. Godine 1935. francuski transatlantik Normandie preuzeo je Plavu vrpcu pomoću revolucionarnog dizajna trupa i snažnog turbo-električnog pogona. Radi loših ekonomskih prilika, britanska vlada fuzionirala je Cunard Line i White Star Line, te je novointegrirana tvrtka izgradila svoje superlinere Queen Elizabeth i Queen Mary, koji je Plavu vrpcu držao 1936. – 1937. i 1938. – 1952.
Razdoblje nakon Drugog svjetskog rata bio je kratak ali buran. Iz tog doba ističe se najbrži prekooceanski brod do sada, United States, koji je 1952. oborio rekord transatlantika Queen Mary i osvojio Plavu vrpcu koju nosi i danas, i France iz 1962. (kasnije preimenovan u Norway) koji je držao rekord najdužeg putničkog broda do izgradnje Queen Mary 2 2003.

Useljavanje u Australiju rezultiralo je gustim prometom između Europe i Australije, te su izgrađeni istaknuti brodovi kao Oriana i Canberra kompanije P&O-Orient Line, najveći, najbrži i posljednji izgrađeni brodovi za australsku rutu.
- Mauretania (1906.)
- Olympic (1911.)
- Normandie (1935.)
- France (1962.)

### U doba ratova
Prekooceanski brodovi igrali su značajnu ulogu u prvom svjetskom ratu. Veliki transatlantici kao Mauretania i Olympic korišteni su kao brodovi za trupe ili bolnički brodovi dok su manji prerađeni u naoružane trgovačke brodove. Britannic, blizanac brodova Titanic i Olympic,  nikada nije služio u linijskom prometu za koji je izgrađen, već je uveden u ratnu službu kao bolnički brod čim je izgrađen, gdje je potopljen nakon samo godinu dana. Neki drugi prekooceanski brodovi prerađeni su u naoružane Q-brodove kao zamke za podmornice. Godine 1915. RMS Lusitania, još u službi kao civilni putnički brod, torpedirala je i potopila njemačka podmornica, te je veliki broj žrtava bio jedan od povoda ulaska Sjedinjenih Država u prvi svjetski rat.
U Drugom svjetskom ratu, brodovi kao Queen Mary i Queen Elizabeth korišteni su za transport trupa. Normandie je 1942. zahvatio požar, prevrnuo se i djelomično potonuo u New Yorku tijekom konverzije u brod za trupe. Većina superlinera 1920-ih i 1930-ih, završili su kao žrtve podmornica, mina i neprijateljskog zrakoplovstva. Empress of Britain napali su njemački zrakoplovi i kasnije je torpediran od podmornice, kao najveći britanski potopljeni brod u Drugom svjetskom ratu. Najbrži njemački brod Bremen 1941. je
uništen u paleži koju je podmetnuo član posade. Talijanske divove Rex i Conte di Savoia uništili su britanski RAF i njemačke snage u povlačenju. Američka tvrtka American President Lines, izgubila je brod President Coolidge kada je naletio na savezničku minu u južnom Pacifiku. Sve brodarske tvrtke pretrpile su gubitke u Drugom svjetskom ratu.
U novije doba, tijekom Falklandskog rata, tri broda, aktivna ili bivša transatlantika, britanska je vlada zaplijenila za ratnu službu. Brodovi Queen Elizabeth 2 i Canberra prevozili su britansku vojsku na Ascension i Falklande, dok je brod za studijska krstarenja tvrtke P&O,  Uganda, zapljenjen kao bolnički brod, te je nakon rata služio kao brod za trupe dok u Stanleyu nije izgrađen aerodrom.

## Kraj velikih prekooceanskih brodova
Prije drugog svjetskog rata, avioni nisu bili velika prijetnja prekooceanskim brodovima. Većinom su bili nepouzdani, osjetljivi na loše vrijeme, rijetki su raspolagali doletom za prekooceanske letove, s malim kapacitetom putnika i vrlo skupi. Iako se već u to doba pojavljuju neki napredniji modeli putničkih zrakoplova, kao Douglas DC-3 koji je u uporabi čak i danas, nisu mogli ugroziti dominaciju velikih oceanskih brodova. Ipak, Drugi svjetski rat ubrzao je razvoj zrakoplova. Četveromotorni bombarderi kao Avro Lancaster i Boeing B-29, sa svojim dugim doletom i velikim kapacitetom ukrcaja, bili su logični prototipovi putničkih zrakoplova sljedeće generacije. Tehnologija mlaznog motora također je napredovala nakon razvoja ratnih zrakoplova na mlazni pogon u drugom svjetskom ratu. Godine 1953. de Havilland Comet postao je prvi komercijalni putnički mlažnjak, kojem su se uskoro pridružili Sud Aviation Caravelle, Boeing 707 i Douglas DC-8. Brodovi Michelangelo i Raffaello, izgrađeni 1962. i 1963. za talijansku državnu brodarsku tvrtku Italia - Società di Navigazione, bili su posljednji brodovi izgrađeni isključivo za sjeveroatlantsku rutu, dok je koncept posljednjeg britanskog transatlantika Queen Elizabeth 2, izgrađenog 1967., predvidio i mogućnost konverzije u brod za krstarenje. Putnički zrakoplovi 1960-ih postupno su preuzeli putnički promet kojeg su ranije obavljali brodovi, te je prvi komercijalni
let novog Boeinga 747 1970. označio definitivni kraj masovnog pomorskog putničkog prometa.
Od 1970-ih mnogi brodovi nastavili su službu u krstarenjima. Do 2000-ih manji broj bivših prekooceanskih brodova još je bio u službi, dok su drugi, kao Queen Mary, sačuvani kao brodovi muzeji, plutajući hoteli ili dr. Nakon povlačenja iz službe broda Queen Elizabeth 2 2008. godine, jedini prekooceanski brod trenutačno u službi je Queen Mary 2, koji se osim što je zamijenio QE2 na sjeveroatlantskoj ruti, koristi i za krstarenja.

## Pouzdanost
Mnogi prekooceanski brodovi izgubljeni su u raznim okolnostima.
"Nepotopivi" Titanic potonuo je 1912. na svom prvom putovanju iz Britanije u Sjedinjene Države s gubitkom preko 1500 života, te je naziv broda postao sinonim za arhetipsku katastrofu. Neznatno veći blizanac Britannic, koji je 1915. prerađen u bolnički brod, potonuo je u Egejskom moru nakon što je naletio na minu, te ostaje do danas najveći potopljeni prekooceanski brod.
Godine 1914. Empress of Ireland potopljen je nakon sudara u Saint Lawrence River s 1012 poginulih. Lusitania je torpedirana i potopljena od njemačke podmornice kraj irske obale na putu iz Amerike u Veliku Britaniju. Morro Castle je 1934. izgorio uz obalu New Jerseya. Kao rezultat ratnih sukoba, za vrijeme Drugog svjetskog rata zbile su se najgore pomorske katastrofe: 1940. gubitak Cunardovog broda Lancastria kraj Saint-Nazairea tijekom njemačkog bombardiranja pri pokušaju evakuacije britanskih trupa iz francuske (British Expeditionary Force) s gubitkom više od 3000 života i 1945. potonuća brodova  Wilhelm Gustloff s više od 9000 žrtava i  Cap Arcona s više od 7000 poginulih. Katastrofa talijanskog transatlantika Andrea Doria 1956. koji je potonuo nakon sudara sa švedskim brodom Stockholm, smatra se posljednjim potonućem iz doba velikih prekooceanskih brodova.
Nasuprot tome, mnogi su brodovi svojom pouzdanošću, dugogodišnjom službom i udobnošću postali posebno omiljeni među tadašnjim putnicima. Cunardovi brodovi Mauretania i Aquitania smatrani su najboljim brodovima tog doba, dok su idućih desetljeća superlineri kao Normandie i Queen Mary, postali simboli nacionalnog ponosa i značajni subjekti zapadne civilizacije s utjecajima na dizajn, tehnologiju, popularnu kulturu i međunarodnu povezanost.
Od velikih prijeratnih transatlantika, samo je Queen Mary sačuvan kao hotel i muzej u Long Beachu u Kaliforniji u Sjedinjenim Državama, dok od ostalih značajnih prekooceanskih brodova još postoje United States na trajnom vezu u Philadelphiji, Queen Elizabeth 2 kao budući ploveći hotel u Dubaju i Rotterdam na trajnom vezu u Rotterdamu u Nizozemskoj.

## Vanjske poveznice
- Gare Maritime A Journey into the Golden Age of Travel
- 20th Century Ships  Arhivirana inačica izvorne stranice od 6. prosinca 2006. (Wayback Machine)
- cunardwhitestar.com  Arhivirana inačica izvorne stranice od 3. svibnja 2006. (Wayback Machine) Povijesni prekooceanski brodovi
- ocean-liner.com  Arhivirana inačica izvorne stranice od 4. veljače 2010. (Wayback Machine) Public Symbols and Private Enterprise
- The Great Ocean Liners